# Miguel Ángel Neira
Miguel Ángel Neira Pincheira (ur. 10 października 1952 w Chiguayante) – piłkarz chilijski grający podczas kariery na pozycji pomocnika.

## Kariera klubowa
Karierę piłkarską Miguel Ángel Neira rozpoczął w klubie CD Huachipato w 1974. Z Huachipato zdobył jedyne w jego historii mistrzostwo Chile w 1974. W latach 1976–1977 był zawodnikiem Uniónu Española. Z Uniónem Española zdobył drugie w swojej karierze mistrzostwo Chile w 1977. W 1978 przeszedł na trzy kolejne sezony do CD O’Higgins.
Ostatnim jego klubem był stołeczny Universidad Católica. 
Z Universidad Católica dwukrotnie zdobył mistrzostwo Chile w 1984 i 1987 oraz Puchar Chile w 1983. W 1983 został uznany „Piłkarzem Roku” w Chile.

## Kariera reprezentacyjna
W reprezentacji Chile Neira zadebiutował 6 października 1976 w zremisowanym 0-0 towarzyskim spotkaniu z Urugwajem. W 1979 wziął udział w Copa América, w którym Chile zajęło drugie miejsce, ustępując jedynie Paragwajowi. W tym turnieju Neira wystąpił w pięciu meczach: w grupie z Wenezuelą i Kolumbią oraz w finale z Paragwajem.
W 1982 roku został powołany przez selekcjonera Luisa Santibáñeza do kadry na Mistrzostwa Świata w Hiszpanii. Na Mundialu Neira wystąpił we wszystkich trzech meczach z Austrią, RFN i Algierią, w którym w 61 min. wykorzystał rzut karny.
Ostatni raz w reprezentacji Neira wystąpił 17 listopada 1985 w zremisowanym 2-2 meczu eliminacji Mistrzostw Świata z Paragwajem. Od 1976 do 1985 roku rozegrał w kadrze narodowej 45 spotkań, w których strzelił 4 bramki.